# Flota Świnoujście
Flota Świnoujście (offiziell Miejski Klub Sportowy "Flota" Świnoujście) ist ein polnischer Fußballklub aus Świnoujście (deutsch Swinemünde) in der Woiwodschaft Westpommern.

## Geschichte
Der Verein wurde 1957 unter dem Namen WKS Flota Świnoujście gegründet und spielte lange Zeit in unterklassigen Ligen, bis er 2008 in die Unibet 1. Liga aufstieg und dort in der Premierensaison den 7. Platz erreichte. In der Spielzeit 2009/10 wiederholte der Klub diese Platzierung. Die beiden ehemaligen polnischen Nationalspieler Marcin Adamski und Arkadiusz Bąk sind die beiden berühmtesten ehemaligen Spieler des Vereins. In der Saison 2010/11 scheiterte der Verein als Drittplatzierter ganz knapp am Aufstieg in die Ekstraklasa. Flota Świnoujście ging in der Saison 2014/15 in seine siebte und bisher letzte Spielzeit im Profifußball. Aufgrund von finanziellen Schwierigkeiten wurde der Spielbetrieb eingestellt und der Verein wurde am 20. Juni 2015 neu registriert. In der Saison 2015/16 startete der Verein in der siebtklassigen Klasa A neu. Nach mehreren Aufstiegen spielt der Verein seit 2020 wieder viertklassig.

## Namensänderungen
- 1968 in MZKS [Międzyzakładowy Klub Sportowy] Flota Świnoujście
- 1996 in MKS [Miejski Klub Sportowy] Flota Świnoujście
- 2015 in MKS [Morski Klub Sportowy] Flota Świnoujście